# 最終目的地 (映画)
『最終目的地』（さいしゅうもくてきち、The City of Your Final Destination）は、2009年のアメリカ合衆国のドラマ映画。ピーター・キャメロンの同名小説を原作にしている。

## ストーリー
大学で文学教師として働く青年オマーは、博士号を取得して大学との契約を延長するため、自殺した作家ユルス・グントの伝記執筆を願っていたが、作家の遺族から拒絶されてしまう。恋人ディアドラの強い勧めと人生を変えたいとの思いから、オマーは亡き作家が暮らしていた邸宅がある南米ウルグアイへと向かう。そこでは作家の兄アダム、作家の妻キャロライン、作家の愛人アーデンとその幼い娘ポーシャ、アダムのゲイの恋人ピートが奇妙な共同生活を送っていた。オマーは彼らから伝記執筆の許しをもらうために、しばらくの間共に過ごすことにするが、その内に恋人がいる身でありながら、アーデンと惹かれあってしまう。また、他の住人もオマーの出現により、今後の自らの人生（最終目的地）について考え、それぞれの決断を下すのだった。

## キャスト
※括弧内は日本語吹替
- アダム・グント - アンソニー・ホプキンス（石田太郎）： 作家の兄。ユダヤ系ドイツ人。
- キャロライン・グント - ローラ・リニー（田中敦子）： 作家の妻。
- アーデン・ラングドン - シャルロット・ゲンズブール（櫻井智）： 作家の愛人。28歳。
- オマー・ラザギ - オマー・メトワリー（加瀬康之）： 大学の文学教師。イラン系アメリカ人。28歳。
- ピート - 真田広之（内田夕夜）： 徳之島出身の日本人。40歳。アダムと暮らして25年。
- ディアドラ・グドムンド - アレクサンドラ・マリア・ララ（魏涼子）： オマーの同僚文学教師で恋人。
- ヴァン・ユーウェン夫人 - ノルマ・アレアンドロ： 作家の友人だった裕福な女性。話し好き。
- ポーシャ・グント - アンバー・モールマン： 作家とその愛人アーデンとの間に生まれた娘。

吹き替え翻訳：井村千瑞
吹き替え演出：市来満

## トリビア
原作でのピートはタイ人の設定だが、どうしても真田広之に演じてもらいたかった監督により、日本人の設定に変えられた。
自殺した作家ユルス・グントは写真のみの登場で、若い頃のアンソニー・ホプキンスの写真が使われている。